# Epocil
Epocil (en llatí Epocillus, en grec antic Ἐπόκιλλος) fou un militar macedoni a qui Alexandre el Gran el va comissionar l'any 330 aC perquè es poses al front de la cavalleria tessàlia i altres grups aliats que desitgessin retornar al Regne de Macedònia i portar-los al menys fins a la costa, on s'esperava que Menes els passés fins a l'illa d'Eubea.
Més tard, el 328 aC, quan Alexandre era a Nautaca passant l'hivern, el va enviar juntament amb Sòpolis i Menides amb reforços cap a Macedònia, segons Flavi Arrià.